# Genocidio nella Striscia di Gaza
Genocidio nella Striscia di Gaza è una qualificazione, dibattuta, data all'azione militare israeliana e ai suoi effetti sulla popolazione palestinese della Striscia di Gaza durante la guerra tra Israele e Hamas iniziata nel 2023. La discussione su tale definizione ha coinvolto le istituzioni della giustizia internazionale, organizzazioni umanitarie, studiosi accademici, attori politici, i mass media e l'opinione pubblica globale. L'utilizzo di tale qualificazione è stato criticato soprattutto nella fase iniziale della guerra, mentre col passare dei mesi ha visto un consenso crescente da parte degli studiosi.
Nel gennaio 2024, nel contesto di un ricorso presentato dal Sudafrica, la Corte internazionale di giustizia (CIG) delle Nazioni Unite ha ritenuto «plausibilmente genocidarie» le azioni d'Israele a Gaza, ordinando a Israele di fare quanto in suo potere per «prevenire possibili atti genocidari». Altri 14 Paesi hanno poi dichiarato la loro intenzione d'intervenire presso la CIG al fianco del Sudafrica; tra essi: Irlanda, Belgio, Spagna, Cile e Bolivia.
La commissione speciale ONU incaricata di studiare il caso ha concluso nel rapporto A/79/363 del 20 settembre 2024 che le pratiche di guerra d'Israele «presentano elementi caratteristici del genocidio». Nel 2024, la Relatrice speciale ONU sui territori palestinesi occupati, Francesca Albanese, ha confermato l'accusa in due rapporti e analogamente il Relatore speciale ONU sul diritto all'alimentazione. Nel marzo del 2025, una commissione indipendente dell'ONU ha parlato nuovamente di «atti di genocidio» e denunciato il ricorso sistematico da parte delle Forze di Sicurezza Israeliane a violenze sessuali e riproduttive finalizzate a «dominare, opprimere e distruggere la popolazione palestinese». Tali opinioni sono condivise anche da organizzazioni non governative (tra cui Amnesty International, Human Rights Watch e, da luglio 2025, alcune ONG israeliane), istituzioni accademiche e governi nazionali.
La tesi secondo cui Israele starebbe commettendo un genocidio è supportata da diversi storici e accademici esperti di genocidio e Olocausto, tra cui gli israeliani Omer Bartov, Amos Goldberg e Raz Segal (che ha parlato di «caso di genocidio da manuale»). mentre è contestata da altri giuristi, storici e studiosi della materia, nonché da alcuni governi nazionali. Il governo d'Israele nega qualsiasi ipotesi di genocidio, accusando a sua volta la CPI e la CIG di antisemitismo e affermando di stare intraprendendo un conflitto armato al solo scopo di neutralizzare i terroristi di Hamas, colpevoli dell'attacco a Israele del 7 ottobre 2023 e che Israele ritiene servirsi dei civili palestinesi come scudo.

## Contesto

Mappa della Striscia di Gaza con restrizioni d'accesso al settembre 2023

### Conflitto israelo-palestinese
In seguito alle elezioni vinte da Hamas nel 2006 e al conseguente conflitto interno contro l'OLP, Hamas prende il potere nella Striscia di Gaza, mentre Fatah, la fazione politica fedele all'OLP, mantiene il controllo in Cisgiordania. Ciò si traduce in un peggioramento della situazione per l'exclave di Gaza, giacché le autorità di Tel Aviv emanano un embargo nei confronti del suo territorio, causando una crisi umanitaria.
Gli anni seguenti vedono il lancio dell'Operazione piombo fuso (2008-2009), una campagna militare israeliana a Gaza volta a rovesciare Hamas, che causa un elevato numero di vittime civili e la devastazione delle infrastrutture locali: i numeri forniti da Amnesty International parlano di centinaia di civili uccisi, di cui circa 300 bambini, e di intere aree di Gaza rase al suolo. Tali avvenimenti aprono la strada ad un altro conflitto nel 2014, costato la vita a 1.462 civili palestinesi, di cui 551 bambini e 299 donne.
A partire dal 30 marzo 2018, viene organizzata una serie di manifestazioni lungo i confini di Gaza, chiamate Grande Marcia del Ritorno, reclamando il diritto dei rifugiati palestinesi a tornare nei territori da cui i loro antenati erano stati cacciati nel 1948, oltre che la fine del blocco israeliano. Come riportato da una commissione indipendente delle Nazioni Unite, l’esercito israeliano risponde sparando sui manifestanti, uccidendo almeno 189 persone, di cui 35 bambini e 5 persone con disabilità, e ne ferisce 6106. Tra queste, 122, di cui 20 bambini, subiscono amputazioni agli arti.
Benjamin Netanyahu ha adottato misure dure nei confronti di Hamas: sotto la sua leadership, Israele ha implementato una strategia di contenimento, combinata con attacchi militari mirati contro i leader terroristici e le infrastrutture di lancio di razzi. Netanyahu ha anche cercato di isolare Hamas politicamente e finanziariamente dalla comunità internazionale, trovando talvolta supporto da quei paesi musulmani che considerano Hamas un avversario in quanto vicino al governo iraniano, come Arabia Saudita, Emirati Arabi Uniti e Bahrein.

### Guerra tra Israele e Hamas
Il 7 ottobre 2023 una azione militare contro la città di Sderot, una ventina di villaggi del sud d'Israele, due installazioni militari e un raduno giovanile ad un festival di musica è stato compiuto dal braccio armato di Hamas, segnando un'escalation notevole nel conflitto israelo-palestinese. L'attacco, attraverso il lancio di razzi e incursioni di terra, ha causato 1 195 morti (736 civili israeliani, 79 cittadini stranieri e 379 membri delle forze di sicurezza), 3 000 feriti e il rapimento di 240 persone tra i civili e le forze di sicurezza israeliane trasportate e quindi detenute come ostaggi entro la striscia di Gaza. Tale azione è stata definita da Hamas come un «atto difensivo» contro l'occupazione israeliana. Almeno 14 civili israeliani sono stati uccisi dalle forze di sicurezza di Israele quando, essendo prigionieri dei commandos di Hamas, si sono trovati coinvolti negli scontri con le forze armate israeliane intervenute per impedire che gli ostaggi fossero trasportati nella striscia di Gaza.
Il 9 ottobre 2023, il ministro della Difesa israeliano Yoav Gallant ordina «un assedio completo» e il blocco totale delle forniture di cibo, elettricità e carburante a Gaza, soggiungendo: «Stiamo combattendo animali umani e ci comporteremo di conseguenza». Il giorno seguente informa le truppe dell'esercito israeliano di aver «tolto ogni freno» poiché si trovano a combattere contro «animali umani». Il 12 ottobre 2023, il Presidente israeliano Isaac Herzog attribuisce all'intera nazione palestinese, compresa la popolazione civile, la responsabilità degli attacchi del 7 ottobre.

## Azioni di guerra incriminate

### Uccisioni dirette
Durante i primi due mesi di bombardamenti, Israele sganciò 25 000 tonnellate di esplosivi sulla Striscia di Gaza, usando bombe guidate, sganciate in aree densamente popolate, che tuttavia, per loro potenza distrussero interi quartieri.
Dal 7 ottobre 2023, le Forze di difesa israeliane sono state accusate di esecuzioni extragiudiziali di detenuti palestinesi disarmati, medici, e operatori sanitari. I soldati israeliani hanno giustiziato sommariamente civili palestinesi, spesso di fronte alle loro famiglie. Nell’aprile 2024, sono state trovate fosse comuni contenenti cadaveri con le mani legate, i cadaveri includevano donne e anziani.
Un rapporto dell'Euro-Mediterranean Human Rights Monitor pubblicato il 18 novembre 2023, che definisce le azioni di Israele a Gaza un genocidio, ha riferito che 15.271 palestinesi a Gaza erano stati uccisi, 32 310 feriti e circa 41 500 risultavano dispersi. Le Nazioni Unite e molti organi di informazione hanno stimato che circa il 70% dei palestinesi uccisi a Gaza sono donne e bambini, con almeno 20 000 palestinesi uccisi a Gaza entro dicembre 2023. Entro il 14 gennaio 2024, 100 giorni dopo che Israele aveva iniziato il suo assalto a Gaza, erano state confermate oltre 23 900 persone uccise. Entro il 10 maggio, i decessi avevano superato quota 35 000, un terzo dei quali erano corpi non identificati, con oltre 10 000 corpi aggiuntivi stimati sepolti sotto le macerie. Nelle prime tre settimane, l’assalto israeliano ha ucciso più bambini a Gaza di quanti ne siano stati uccisi in tutto il mondo in tutte le zone di conflitto in qualsiasi anno dal 2019. Oltre 52 000 persone erano state ferite entro dicembre 2023, ed entro maggio 2024 questo numero era salito a oltre 77 700.
Citando diversi ufficiali israeliani sul campo e dell'intelligence della guerra a Gaza, +972 Magazine e Local Call hanno riferito che, secondo due fonti, l'IDF ha deciso nelle prime settimane di guerra di autorizzare l'uccisione di un massimo di 15-20 civili per militante di basso rango, mentre per un militante anziano come un comandante di brigata o di battaglione, è stata autorizzata l'uccisione di più di 100 civili. Un ufficiale dell'intelligence ha anche affermato che Israele non era interessato a uccidere gli agenti palestinesi quando erano impegnati in un'attività militare o in un edificio militare solo, ma preferiva bombardarli nelle loro case di famiglia "senza esitazione" come prima opzione, spiegando che "è molto più facile bombardare la casa di una famiglia" dove sono più facili da localizzare e colpire. Un altro ufficiale dell'intelligence ha affermato che nel prendere di mira i militanti junior, Israele ha utilizzato solo bombe a caduta libera, che possono distruggere interi edifici, per non "sprecare bombe costose su persone non importanti".
Nel marzo 2024, Haaretz ha riferito che alcuni comandanti israeliani avevano istituito delle "zone di uccisione" in cui ai soldati era stato ordinato di sparare e uccidere chiunque a vista, anche in caso di obiettivo disarmato. Nel giugno 2024, l'Associated Press ha affermato che la campagna d'Israele a Gaza stesse uccidendo intere linee di sangue di famiglie palestinesi a un "livello mai visto prima".
Secondo la testimonianza resa alla Knesset, ai soldati israeliani alla guida di bulldozer blindati D9 da 62 tonnellate è stato ordinato di «investire centinaia di terroristi, morti e vivi».
La percentuale di donne e bambini tra i morti è stata contestata, al 7 maggio 2024, i decessi totali citati dall'ONU erano 34 735, di cui 24 686 completamente identificati, tra i completamente identificati, il 52% erano donne e bambini, l'8% erano anziani di tutti i sessi e il 40% erano uomini. Nel novembre 2024, l'ONU ha pubblicato un'analisi che copriva solo le vittime verificate da almeno tre fonti indipendenti nell'arco di sei mesi tra novembre 2023 e aprile 2024, scoprendo che il 70% degli 8.119 decessi verificati erano donne e bambini.
Al 31 agosto 2024, secondo il Ministero della Salute di Gaza, il numero di decessi era salito a 40 691 e il numero di decessi identificati per nome a 34 344. Tra i decessi identificati per nome, 17 652 (51%) erano donne e bambini, 2 955 (9%) erano anziani di tutti i sessi e 13 737 (40%) erano uomini. Nel novembre 2024, il Ministero ha riferito che 1 410 famiglie di Gaza erano state completamente cancellate dal registro civile a seguito dei bombardamenti israeliani.
Con l'avanzare del conflitto, la raccolta dei dati è diventata sempre più difficile per il Ministero della Salute di Gaza a causa della distruzione delle infrastrutture, il ministero ha dovuto integrare la suo consueto rendiconto basato sui decessi ospedalieri con altre fonti di informazione, compresi i resoconti dei media e dei primi soccorritori, così come delle famiglie in lutto e delle vedove, che devono registrare formalmente la morte dei loro mariti per qualificarsi per l'assistenza governativa. Il professore di economia Mike Spagat ha analizzato i resoconti del ministero e ha riscontrato un'urgente necessità di una metodologia trasparente per conciliare i suoi numeri di decessi principali (34 535 al 30 aprile) con le sue ripartizioni dettagliate che ammontano a 24 653 alla stessa data. Le cifre del ministero per il numero totale di morti sono state contestate anche dalle autorità israeliane, ma sono state accettate come accurate dai servizi segreti israeliani, dall'ONU e dall'OMS.
Nel gennaio 2025, The Lancet ha pubblicato un'analisi peer-reviewed dei decessi avvenuti durante la guerra di Gaza tra ottobre 2023 e il 30 giugno 2024. Lo studio ha stimato 64.260 morti per traumi fisici in quel periodo, con una previsione di oltre 70.000 entro ottobre 2024. Il 59,1% delle vittime era composto da donne, bambini e anziani. La ricerca ha concluso che il Ministero della Salute di Gaza aveva sottostimato i decessi legati ai traumi del 41% nei suoi rapporti, sottolineando inoltre che i dati raccolti "sottovalutano l’impatto complessivo dell’operazione militare a Gaza, poiché non includono i decessi indiretti causati da interruzioni dei servizi sanitari, insicurezza alimentare e carenze di acqua e igiene".
A gennaio 2025, una stima comparabile indicava circa 80.000 morti per traumi fisici.
Uno studio successivo, pubblicato da The Lancet a febbraio 2025, ha stimato che l'aspettativa di vita nella Striscia di Gaza tra ottobre 2023 e settembre 2024 è diminuita di 34,9 anni, escludendo i decessi indiretti dovuti a malnutrizione o interruzione dei servizi sanitari. Lo studio ha inoltre utilizzato dati censuari e registri civili per valutare l’affidabilità del conteggio dei morti fornito dal Ministero della Salute di Gaza, senza riscontrare errori sostanziali.
Nel maggio 2025, il Ministro delle Finanze israeliano Bezalel Smotrich ha dichiarato che Israele stava prendendo di mira i funzionari civili di Hamas, affermando: «Stiamo eliminando ministri, burocrati, gestori di fondi — tutti coloro che sostengono l'amministrazione civile di Hamas».

### Morti indirette
Rasha Khatib, Martin McKee e Salim Yusuf hanno pubblicato nella sezione Corrispondenza di The Lancet una stima del numero di decessi che il conflitto potrebbe causare indirettamente nei mesi e anni successivi. Secondo gli autori, le morti indirette tra i palestinesi per malattie saranno probabilmente molto più elevate a causa dell’intensità del conflitto, della distruzione delle infrastrutture sanitarie, della mancanza di cibo, acqua, alloggi, luoghi sicuri per i civili e della riduzione dei finanziamenti all’UNRWA. Prendendo come riferimento altri conflitti, hanno stimato che il numero totale di morti legate al conflitto a Gaza potrebbe essere da tre a quindici volte superiore al bilancio ufficiale. Moltiplicando per cinque il numero di morti riportate, hanno sostenuto che, secondo una stima conservativa, «186.000 o anche più decessi potrebbero essere attribuiti all’attuale conflitto a Gaza».
David Spagat ha criticato questa stima definendola «priva di una solida base e implausibile», ma ha comunque riconosciuto la validità del richiamo all’attenzione sul fatto che non tutte le morti saranno dovute a violenza diretta, e ha definito il bilancio delle vittime a Gaza «sbalorditivo».
Secondo una lettera inviata il 2 ottobre 2024 al presidente Joe Biden, alla vicepresidente Kamala Harris e ad altri, firmata da 99 operatori sanitari statunitensi che avevano prestato servizio a Gaza dal 7 ottobre 2023, la stima più conservativa basata sui dati disponibili indicava che almeno 62.413 persone a Gaza erano morte di fame, secondo gli standard dell’Integrated Food Security Phase Classification finanziato dagli Stati Uniti, con la maggior parte delle vittime rappresentata da bambini piccoli. Inoltre, almeno 5.000 persone sarebbero decedute per mancanza di accesso alle cure per malattie croniche.

### Uccisioni di bambini
Il 18 gennaio 2024, il vicedirettore esecutivo dell’UNICEF, Ted Chaiban, definisce le azioni di Israele "una guerra contro i bambini”, descrivendo la Striscia di Gaza come "il posto più pericoloso al mondo per un bambino".
Il 9 ottobre 2024, il New York Times riporta le testimonianze di 44 medici, infermieri e paramedici, ognuno dei quali afferma di aver assistito a diversi casi di bambini preadolescenti con ferite d’arma da fuoco al cranio o al torace, molti dei quali colpiti alla testa da un singolo proiettile. Il Dottor Ndal Farah afferma di aver visto casi di questo tipo “quasi ogni giorno”, mentre il Dottor Mohamad Rassoul Abu-Nuwar parla di 6 bambini tra i 5 e i 12 anni, ognuno colpito alla testa da un singolo proiettile. Le testimonianze sono supportate da radiografie che mostrano la presenza di proiettili nei crani di diversi bambini.
Il 31 marzo 2025, l’UNICEF riporta l’uccisione di almeno 322 bambini dalla rottura del cessate il fuoco del 17 marzo 2025, con una media giornaliera di 100 bambini mutilati o uccisi. Il bilancio totale di gennaio 2025 era di circa 18 000 bambini uccisi, contando solo le uccisioni dirette.

### Distruzione deliberata di infrastrutture civili
Mark Levene ed Elyse Semerdjian collocano la distruzione di massa delle infrastrutture all'interno della dottrina Dahiya di Israele, implementata contro Gaza dal 2006, con Levene che la definisce un urbicidio e uno strumento di genocidio.
Nell'ottobre 2024, dopo aver monitorato e analizzato la condotta bellica di Israele a Gaza per più di un anno, Forensic Architecture ha pubblicato una mappa che descrive in dettaglio la campagna di Israele a Gaza intitolata Una cartografia del genocidio, accompagnata da un rapporto di testo di 827 pagine che conclude che "la campagna militare di Israele a Gaza è organizzata, sistematica e destinata a distruggere le condizioni di vita e le infrastrutture di sostegno alla vita".
In un rapporto del dicembre 2024, Human Rights Watch ha accusato Israele di aver commesso atti di genocidio a Gaza prendendo di mira le infrastrutture idriche e igienico-sanitarie e privando i palestinesi di un adeguato accesso all'acqua. Il rapporto sostiene che Israele ha intenzionalmente danneggiato e preso di mira i pannelli solari che alimentano gli impianti di trattamento, un bacino idrico e i magazzini, bloccando al contempo i materiali di riparazione e il carburante per i generatori, tagliando le forniture di elettricità e attaccando i lavoratori.

### Fame e isolamento
Il 26 febbraio 2024, Human Rights Watch e Amnesty International hanno dichiarato che Israele non aveva rispettato l’ordinanza della Corte Internazionale di Giustizia (CIG) del 26 gennaio, che imponeva di prevenire il genocidio garantendo l’ingresso degli aiuti umanitari nella Striscia di Gaza. Entrambe le organizzazioni hanno fatto riferimento al blocco imposto a Gaza da 16 anni, intensificato dal 9 ottobre 2023. Un rapporto di Refugees International ha documentato come Israele abbia "sistematicamente e immotivatamente ostacolato le operazioni umanitarie all’interno di Gaza".
La storica Melanie Tanielian ha sostenuto che la carestia, la fame e il blocco debbano essere riconosciuti come metodi genocidari, al pari dei bombardamenti di massa, citando l’appello di A. Dirk Moses a non trascurare le forme di violenza meno visibili nella distruzione dei popoli.
In un rapporto di aprile, l’ONG B’Tselem ha definito la carestia in corso a Gaza come "il prodotto di una politica israeliana deliberata e consapevole".
Nel ottobre 2023, il Programma Alimentare Mondiale (WFP) aveva già lanciato l’allarme sul rapido esaurimento delle scorte alimentari. A dicembre, insieme alle Nazioni Unite, aveva riportato che oltre metà della popolazione di Gaza era in stato di fame, con meno di un decimo delle persone che mangiavano ogni giorno e il 48% che soffriva di fame estrema.

 Il Ministro degli Esteri palestinese Riyad al-Maliki ha dichiarato che Israele stava usando la fame come arma di guerra: «stanno morendo di fame a causa dell’uso deliberato della fame come arma da parte di Israele contro la popolazione occupata». Un funzionario israeliano ha definito l’accusa "una calunnia sanguinosa e delirante".
Nel dicembre 2023, anche Human Rights Watch ha concluso che Israele stava deliberatamente negando accesso a cibo e acqua per usare la fame come arma di guerra. Il 16 gennaio 2024, esperti ONU hanno accusato Israele di "distruggere il sistema alimentare di Gaza e usare il cibo come arma contro il popolo palestinese".
Nel febbraio 2024, il Ministro delle Finanze israeliano Bezalel Smotrich ha personalmente bloccato l’ingresso di spedizioni di farina finanziate dagli Stati Uniti, violando gli accordi presi con il governo USA.
Il professore di diritto e relatore speciale dell’ONU per il diritto all’alimentazione Michael Fakhri ha affermato che Israele è "responsabile del genocidio" perché "ha annunciato l’intenzione di distruggere il popolo palestinese, in tutto o in parte, semplicemente perché palestinese" e per aver negato intenzionalmente il cibo, distruggendo pescherecci, serre e frutteti a Gaza. Ha aggiunto:
«Non abbiamo mai visto una popolazione civile ridotta alla fame in modo così rapido e totale: è il consenso tra gli esperti di carestia. Israele non sta solo colpendo i civili, sta cercando di condannare il futuro del popolo palestinese danneggiando i suoi bambini».
Dopo la sentenza della Corte Internazionale di Giustizia, il numero di camion di aiuti autorizzati da Israele a entrare a Gaza è diminuito del 40%. Nella conferma delle misure provvisorie di marzo, la Corte ha evidenziato i livelli "senza precedenti" di insicurezza alimentare e il peggioramento delle condizioni di vita a causa del mancato rispetto da parte di Israele dell’ordinanza di gennaio.

L’11 marzo 2024, 12 organizzazioni israeliane per i diritti umani hanno firmato una lettera aperta in cui accusavano Israele di non aver rispettato l’ordinanza della Corte internazionale di giustizia per facilitare gli aiuti umanitari.

 Ad aprile, la relatrice speciale ONU sul diritto alla salute Tlaleng Mofokeng ha dichiarato che Israele «sta uccidendo e causando danni irreparabili alla popolazione civile palestinese» e ha accusato lo Stato ebraico di genocidio per l’imposizione deliberata di carestia, malnutrizione prolungata e disidratazione.
Nell’ottobre 2024, Israele avrebbe adottato una versione modificata del cosiddetto Piano dei Generali.

 Il piano prevedeva l’ordine a tutti i residenti di nord Gaza di evacuare entro una settimana, l’imposizione totale del blocco di acqua, cibo e carburante, e infine l’arresto o l’eliminazione di chiunque fosse rimasto.

 A metà ottobre, Israele aveva impedito l’ingresso di aiuti umanitari per quasi due settimane.

 Secondo l’economista Stephen Devereux, le morti evitabili per fame causate dalle politiche israeliane costituiscono quasi certamente un crimine di guerra e contro l’umanità.
Il 21 novembre 2024, la Corte Penale Internazionale (CPI) ha emesso mandati d’arresto per il Primo Ministro israeliano Benjamin Netanyahu e l’ex ministro della Difesa Yoav Gallant, ritenendoli penalmente responsabili del crimine di guerra di utilizzo della fame come metodo di guerra.

Israele ha allentato le restrizioni sugli aiuti umanitari durante il cessate il fuoco di gennaio-febbraio 2025, ma il 2 marzo ha annunciato che bloccherà nuovamente tutti gli aiuti, a meno che Hamas non accetti di modificare i termini dell’accordo, cosa che Hamas ha rifiutato.

 Entro quattro giorni, le scorte alimentari si sono drasticamente ridotte e i prezzi sono più che raddoppiati. Organizzazioni come Oxfam e UNICEF hanno avvertito del rischio imminente di fame di massa, con Oxfam che ha previsto "il collasso totale dei sistemi che sostengono la vita".
Il giurista e attivista per i diritti umani Salah Abdel-Ati ha dichiarato che le azioni di Israele violano il Protocollo I delle Convenzioni di Ginevra, che vieta la distruzione o la privazione di beni essenziali come il cibo nelle zone di conflitto.

Nel maggio 2025, dopo oltre due mesi e mezzo di blocco totale su cibo, medicine e carburante, Netanyahu ha annunciato, sotto forte pressione internazionale, che Israele consentirà solo "aiuti umanitari minimi" a Gaza. Il piano prevede l’utilizzo di società private per distribuire gli aiuti esclusivamente nel sud di Gaza. Il progetto è sostenuto dagli Stati Uniti, che hanno istituito la Gaza Humanitarian Foundation per evitare che Hamas si approprii degli aiuti. Il capo degli aiuti umanitari dell’ONU Tom Fletcher ha criticato duramente l’iniziativa, affermando che essa "impone ulteriori spostamenti forzati" e "condiziona gli aiuti a obiettivi politici e militari".

### Distruzione di siti culturali e religiosi
Nella sua indagine, Amnesty International rileva che "mentre la distruzione di beni o patrimoni storici, culturali e religiosi non è considerata un atto proibito dalla Convenzione sul genocidio, la Corte internazionale di giustizia ha stabilito che tale distruzione può fornire prova dell'intenzione di distruggere fisicamente il gruppo quando viene eseguita deliberatamente".
Amnesty ha identificato almeno quattro casi in cui non c'era «nessuna necessità militare imperativa» per la distruzione deliberata di siti culturali e religiosi di Gaza. Si trattava della distruzione del campus Al-Mughraqa dell'Università Al-Azhar a Gaza City, del campus Al-Zahra dell'Università Israa, della moschea Al-Dhilal e dell'adiacente cimitero Bani Suheila a Khan Younis, e della moschea Al-Istiqlal a Khan Younis. Amnesty ha sottolineato gli atteggiamenti e i comportamenti dei soldati israeliani coinvolti nelle demolizioni di questi siti nei video pubblicati sui social media come prova che queste azioni sono la prova di intenti genocidi. Amnesty ha anche notato nel suo rapporto il volume complessivo della distruzione di siti culturali, storici e religiosi di Gaza, tra cui gli archivi centrali di Gaza e una serie di siti archeologici, musei e monumenti. Tuttavia, Amnesty non è stata in grado di verificare la liceità degli attacchi a questi siti al momento della stesura del rapporto.

### Detenzioni e accuse di torture
Nell'agosto 2024, l'OHCHR delle Nazioni Unite ha riferito di aver ricevuto testimonianze riguardanti stupri e aggressioni sessuali perpetrati su detenuti palestinesi imprigionati nel campo di detenzione di Sde Teiman.
Nel suo rapporto del dicembre 2024, Amnesty International ha scritto che il modello di abusi all'interno delle prigioni israeliane «sottolinea la disumanizzazione sistematica e l’abuso mentale e fisico sui palestinesi di Gaza e può anche essere preso in considerazione al fine di dedurre l'intento genocida dal modello di condotta».

### Attacchi alle strutture sanitarie
In articoli pubblicati nel novembre 2023 su The Lancet e nel febbraio 2024 sulla rivista BMJ Global Health, numerosi medici hanno spiegato in dettaglio come, secondo le loro opinioni professionali, l'attacco alle infrastrutture sanitarie e al personale medico di Gaza, unito alla retorica apertamente genocida di vari politici israeliani, equivalga a un genocidio, anche gli studiosi di diritto hanno sostenuto questa valutazione.
Il sistema sanitario di Gaza ha dovuto affrontare diverse crisi umanitarie a seguito dell'assalto di Israele: gli ospedali hanno dovuto fare i conti con la mancanza di carburante e hanno iniziato a chiudere entro il 23 ottobre perché erano rimasti senza carburante. Quando gli ospedali hanno perso completamente l'elettricità, sono morti numerosi neonati prematuri. Gli attacchi aerei israeliani hanno ucciso numerosi membri del personale medico e ambulanze, istituzioni sanitarie, sedi centrali mediche e ospedali sono stati distrutti. Medici Senza Frontiere ha riferito che decine di ambulanze e strutture mediche sono state danneggiate o distrutte, tra cui la morte di personale di Medici Senza Frontiere. Alla fine di ottobre, il Ministero della Salute di Gaza ha affermato che il sistema sanitario era "totalmente crollato".

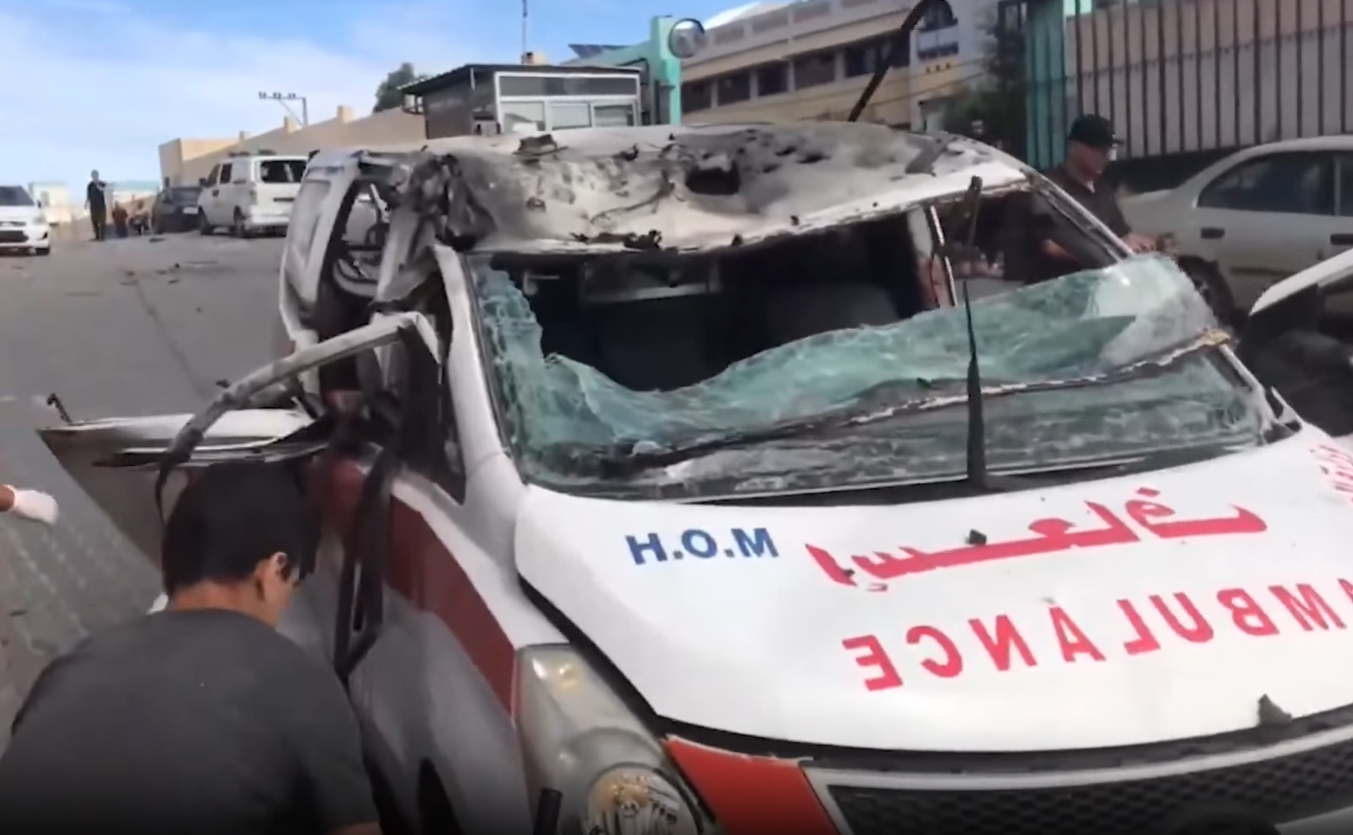
Un'ambulanza della Mezzaluna Rossa di Khan Yunis dopo essere stata gravemente danneggiata da un attacco aereo militare israeliano

Ad aprile, il relatore speciale delle Nazioni Unite sul diritto alla salute, Tlaleng Mofokeng, ha affermato: "La distruzione delle strutture sanitarie continua a raggiungere proporzioni ancora da quantificare".
Al 25 agosto 2024, le Nazioni Unite stimavano che la maggior parte dei 2,2 milioni di abitanti di Gaza fosse confinata in un'area umanitaria di circa 15 miglia quadrate (39 km2), il che causa condizioni di sovraffollamento e una grave mancanza di servizi di base, come acqua pulita, e malattie che si diffondono ampiamente tra la popolazione, come l'epatite C.
A febbraio 2025, si riteneva che almeno 160 operatori sanitari di Gaza fossero detenuti da Israele, mentre altri 24 risultavano dispersi dopo essere stati prelevati da ospedali della Striscia. Mohammed Abu Selmia, direttore dell’ospedale Al-Shifa, detenuto per sette mesi e poi rilasciato senza accuse, ha denunciato numerosi abusi subiti durante la prigionia, affermando che «non passa giorno senza torture» nelle carceri israeliane.
Il 13 marzo 2025, un’indagine delle Nazioni Unite ha concluso che Israele ha commesso atti genocidari a Gaza, distruggendo sistematicamente le strutture sanitarie riproduttive e imponendo contemporaneamente un assedio che ha impedito l’ingresso di medicinali essenziali per parti, gravidanze e cure neonatali, causando danni "irreversibili" alle prospettive riproduttive dei palestinesi nella Striscia. La commissione ha inoltre accertato che le forze israeliane hanno attaccato e distrutto intenzionalmente il Centro Al-Basma per la fertilità in vitro, il principale centro per la fecondazione assistita di Gaza, che serviva tra i 2.000 e i 3.000 pazienti al mese. Nell’attacco sono stati distrutti circa 4.000 embrioni e 1.000 campioni di sperma e ovuli non fecondati. Non è emersa alcuna prova che l’edificio fosse utilizzato per scopi militari. La commissione ha concluso che la distruzione del centro per la fertilità «è stata una misura volta a impedire la nascita di palestinesi a Gaza, un atto genocidario».
Sempre nel marzo 2025, esperti delle Nazioni Unite hanno riferito di aver riscontrato che Israele aveva preso di mira e distrutto sistematicamente strutture sanitarie dedicate alla salute delle donne e aveva utilizzato la violenza sessuale come strategia bellica, compiendo così atti genocidari contro la popolazione palestinese.

## Azioni giudiziarie

### Organi internazionali
L'ONU ha spesso espresso preoccupazione per le violazioni dei diritti umani e le perdite civili presso la Striscia di Gaza, i rapporti dell'Alto commissariato delle Nazioni Unite per i diritti umani hanno menzionato potenziali crimini di guerra. Il 24 marzo 2024, la Relatrice speciale delle Nazioni Unite sui territori palestinesi occupati pubblica un rapporto, intitolato Anatomia di un genocidio, in cui accusa Israele di genocidio. Il 1 ottobre 2024, la Relatrice ribadisce la sua affermazione in un secondo rapporto, intitolato Genocidio come cancellazione coloniale. Una Commissione speciale ONU ha concluso nel rapporto A/79/363 del 20 settembre 2024 che le pratiche di guerra di Israele «presentano elementi caratteristici del genocidio».
Il 29 dicembre 2023 il governo del Sudafrica ha formalmente accusato Israele presso la Corte Internazionale di Giustizia di genocidio del popolo palestinese, richiedendo alla CPI un intervento immediato per fermare "la distruzione di una parte sostanziale del gruppo nazionale, razziale ed etnico palestinese" in violazione della convenzione sul genocidio. Il ministero degli Esteri israeliano ha immediatamente accusato il Sudafrica di collaborare con i terroristi, replicando che l'IDF ha messo in atto ogni ragionevole sforzo per limitare le morti di civili durante l'azione militare contro il gruppo di Hamas e gli altri gruppi armati. In seguito, il 2 di gennaio del 2024, i media israeliani riportano la decisione del governo israeliano di non opporsi al procedimento e di presentarsi di fronte alla Corte internazionale di giustizia, così da confutare "questa assurda accusa che equivale a una diffamazione di sangue".

Il 26 gennaio 2024 la Corte internazionale di Giustizia ritiene plausibile l'accusa di Genocidio nei confronti di Israele e impone delle misure temporanee vincolanti:
La Corte ritiene che, per quanto riguarda la situazione sopra descritta, Israele deve, in conformità con i suoi obblighi ai sensi della Convenzione sul genocidio, nei confronti dei palestinesi di Gaza, adottare tutte le misure in suo potere per impedire la commissione di tutti gli atti che rientrano nell'ambito di applicazione della L'articolo II della presente Convenzione, in particolare: a) l'uccisione di membri del gruppo; (b) causare gravi danni fisici o mentali ai membri del gruppo; (c) infliggere deliberatamente al gruppo condizioni di vita intese a provocarne la distruzione fisica totale o parziale; e (d) imporre misure intese a prevenire le nascite all'interno del gruppo. La Corte ricorda che questi atti rientrano nell'ambito di applicazione dell'articolo II della Convenzione quando sono commessi con l'intento di distruggere in tutto o in parte un gruppo in quanto tale. La Corte ritiene inoltre che Israele debba garantire con effetto immediato che le sue forze militari non commettano nessuno degli atti sopra descritti.
La Corte è inoltre del parere che Israele debba adottare tutte le misure in suo potere per prevenire e punire l'incitamento diretto e pubblico a commettere un genocidio nei confronti dei membri del gruppo palestinese nella Striscia di Gaza.
La Corte ritiene inoltre che Israele debba adottare misure immediate ed efficaci per consentire la fornitura dei servizi di base e dell'assistenza umanitaria urgentemente necessari per affrontare le condizioni di vita avverse affrontate dai palestinesi nella Striscia di Gaza.
Israele deve inoltre adottare misure efficaci per prevenire la distruzione e garantire la conservazione delle prove relative alle accuse di atti nell'ambito dell'articolo II e dell'articolo III della Convenzione sul genocidio contro membri del gruppo palestinese nella Striscia di Gaza.
Infine, alla luce delle specifiche misure provvisorie che ha deciso di indicare, la Corte ritiene che Israele debba presentare alla Corte un rapporto su tutte le misure adottate per dare effetto a quest'ordinanza entro un mese, a partire dalla data di quest'ordinanza. La relazione così fornita sarà poi trasmessa al Sudafrica, al quale sarà data l'opportunità di presentare alla Corte le sue osservazioni al riguardo.»
(Corte dell'AIA)
Jeremy Laurence, portavoce dell'ufficio per i diritti umani delle Nazioni Unite, ha dichiarato: «Centinaia di palestinesi, molti dei quali civili, sarebbero stati uccisi e feriti. Inoltre, tenendo ostaggi in aree così densamente popolate, i gruppi armati stanno mettendo a ulteriore rischio la vita dei civili palestinesi, così come quella degli ostaggi stessi, a causa delle ostilità. Tutte queste azioni, da entrambe le parti, possono equivalere a crimini di guerra».

### Reazioni dei Paesi
- Sudafrica: ha depositato un'istanza contro Israele alla Corte Internazionale di Giustizia con l'accusa di genocidio.[145]
- Lega araba: ha espresso il suo supporto alle accuse di genocidio mosse dal Sudafrica.[146]
- Spagna,  Malaysia,  Turchia,  Bangladesh,  Giordania,  Egitto,  Libia,  Bolivia,  Maldive,  Pakistan,  Namibia,  Senegal,  Colombia,  Brasile,  Cile,  Messico,  Nicaragua e  Irlanda hanno espresso il loro supporto alle accuse di genocidio mosse dal Sudafrica. Tra questi, alcuni hanno chiesto alla CIG di unirsi al Sudafrica nell'istanza.[146][147][148][149][150][151]
- Arabia Saudita,  Turchia e  Qatar hanno accusato Israele di genocidio.[152][153][154]
- Iran: ha utilizzato il termine «genocidio» per descrivere le azioni israeliane contro i palestinesi.[155]
- Stati Uniti: supportano Israele e tendono a rimanere scettici riguardo alle accuse di genocidio, sostenendo che le azioni israeliane sono in risposta a minacce di sicurezza.[senza fonte]
- Unione europea: pur sollevando preoccupazioni per la violenza, hanno generalmente evitato di usare il termine "genocidio", adottando una posizione di mediazione ed esprimendo preoccupazione per entrambe le parti. Si chiedono tregua e negoziati di pace, senza però utilizzare esplicitamente il termine "genocidio".[senza fonte]
- Cina,  India e  Russia: a loro volta coinvolti in dispute internazionali, questi Stati hanno preferito non esprimersi direttamente poiché consapevoli che prendere posizione in un caso così delicato recherebbe loro pochi vantaggi e potrebbe turbare irreversibilmente le loro relazioni nella regione.[senza fonte]

## Economia
Alla fine del 1° semestre 2025, l'ONU ha pubblicato un rapporto, From economy of occupation to economy of genocide (Dall'economia dell'occupazione all'economia del genocidio) a firma del Relatore sulla situazione dei diritti umani nei territori palestinesi occupati dal 1967 Francesca Albanese, dove sono analizzati i meccanismi economici, pubblici e privati, che sosterrebbero un progetto coloniale israeliano di sfollamento e sostituzione dei palestinesi nei territori occupati.

## Dibattito pubblico
Nel 2014, l'organizzazione International Jewish Anti-Zionist Network ha pubblicato una lettera aperta in cui condannava il genocidio attuato da Israele nella Striscia di Gaza. La lettera è stata firmata da 33 sopravvissuti della Shoah, oltre che da numerosi parenti di sopravvissuti.
Nel giugno del 2024, in seguito all'intensificarsi delle violenze nel corso della Guerra di Gaza, altri 10 sopravvissuti hanno pubblicato una simile lettera aperta.
Nel novembre del 2024, la senatrice a vita italiana Liliana Segre, sopravvissuta ad Auschwitz, si è espressa contro l'abuso del termine genocidio in riferimento a Gaza.
Un ruolo significativo nel dibattito è stato assunto anche dalla comunità scientifica e medica. Nel giugno 2025 la rivista scientifica The Lancet ha pubblicato una corrispondenza dal titolo Genocide in Gaza: moral and ethical failures of medical institutions in cui si denunciano sia le gravi conseguenze umanitarie del conflitto, sia l’insufficiente presa di posizione delle istituzioni mediche di fronte alle violazioni del diritto internazionale umanitario. La pubblicazione ha contribuito a inserire la prospettiva medico-etica nel più ampio dibattito politico e giuridico sul termine “genocidio”.
Nell'agosto 2025, durante un'intervista a la Repubblica, lo scrittore israeliano David Grossman ha dichiarato:«Per anni ho rifiutato di utilizzare questa parola: “genocidio”. Ma adesso non posso trattenermi dall’usarla [...]».
La Vicepresidente dell'Unione Europea Teresa Ribera Rodríguez e l'ex Presidente del Parlamento europeo e diplomatico Josep Borrell si sono espressi definendo genocidio le azioni di Israele a Gaza.